# A klasszikus Csizmás Kandúr
A klasszikus Csizmás Kandúr (長靴をはいた猫; Nagagucu o haita neko; Hepburn: Nagagutsu o haita neko) 1969-ben bemutatott japán animációs akció-kalandfilm, amely a Toei Animation Csizmás Kandúr-sorozatának első része, Jabuki Kimio rendezésében. A hagyományos animációval készült film a Toei Animation 15. mozifilmje. A forgatókönyvet és a dalszövegeket Inoue Hiszasi és Jamamoto Morihisza írta Charles Perrault Csizmás Kandúr című klasszikus meséje alapján, felhasználva elemeket Alexandre Dumas műveiből. A filmben emellett számos antropomorf (japán környezetben kemonomimi) szereplő is feltűnik. A film nagy hatással volt a Toei későbbi arculatára és filmjeire.

## Cselekmény
A történet egy viharos éjszakán kezdődik, három csuklyás kandúr üldöz egy sejtelmes macskát, Csizmás Kandúrt. Csizmás Kandúrt árulásért halálra ítélte a Macskakirály, mivel „egérutat adott az egereknek”. Csizmás Kandúr üldözői elől egy szegény, megboldogult molnár házába tér be, ahol a három fia, Dagi, Nyaki és Gergely épp az örökséget osztják szét. Azonban Daginak és Nyakinak – apjuk végrendeletével ellentétben – a teljes örökségre fáj a foguk, ezért kiutasítsák a házból Gergelyt. Gergely hű társra lel Csizmás Kandúrban, s együtt útnak indulnak. Egy királyságba érkeznek, ahol király a legerősebb és leggazdagabb herceget keresi lányának, Rózsa hercegnőnek. Bár Gergely egyik erénnyel sem rendelkezik, Csizmás Kandúr eltökéli, hogy ő fogja feleségül venni a hercegnőt. Azonban Lucifer, egy nagyhatalmú ogre varázsló is magának követeli a hercegnőt, amit ő a legkevésbé sem akar. A következő teliholdkor el is jön Rózsáért, s elrabolja királyságába. Gergelyre hárul a feladat, hogy megmentse a hercegnőt, ami persze Csizmás Kandúr és az egerek nélkül aligha sikerülhet, ráadásul a kandúrok is üldözik Csizmást.

## Szereplők
| Szereplő                    | Japán hang       | Magyar hang                                   |
| --------------------------- | ---------------- | --------------------------------------------- |
| Csizmás Kandúr (Pero)       | Isikava Szuszumu | Kern András                                   |
| Gergely (Pierre)            | Fudzsita Tosiko  | Mikó István                                   |
| Rózsa hercegnő              | Szakakibara Rumi | Kútvölgyi Erzsébet                            |
| Lucifer                     | Koike Aszao      | Farkas Antal                                  |
| Király                      | Maszuda Kiiton   | Pethes Sándor                                 |
| Félszemű bérgyilkos kandúr  | Aikava Kinja     | Márton András                                 |
| Bérgyilkos kandúr           | Tanonaka Iszamu  | Nagyidai István                               |
| Legkisebb bérgyilkos kandúr | Mizumori Ado     | Maros Gábor                                   |
| Egérvezér                   | Kumakura Kazuo   | Balázs Péter                                  |
| Egérvezér fia               | Mizugaki Jóko    | Gyabronka József                              |
| Nyaki (Daniel)              | Ucumi Kendzsi    | Tahi Tóth László                              |
| Dagi (Raymond)              | Jasiro Sun       | Haumann Péter                                 |
| Macskakirály                | N/A              | Dózsa László                                  |
| Főkomornyik                 | N/A              | Szatmári István                               |
| Szőke kaszáló férfi         | N/A              | Suka Sándor                                   |
| Kapuőr                      | N/A              | Makay Sándor                                  |
| Egérkölykök                 | N/A              | Szakácsi Sándor Szombathy Gyula Verebély Iván |

## Betétdalok
| Magyar              | Magyar                                                     | Japán                                                                                     | Japán                                               |
| Dal                 | Előadó                                                     | Dal                                                                                       | Előadó                                              |
| ------------------- | ---------------------------------------------------------- | ----------------------------------------------------------------------------------------- | --------------------------------------------------- |
| Nyitótéma           | Kern András ?                                              | Nagagucu o haita neko (長靴をはいた猫; Hepburn: Nagagutsu o haita neko)                   | Isikava Szuszumu Mizugaki Jóko Vocal Shop Trio Poan |
| Szép az élet        | Kern András Mikó István                                    | Hanare rarenai tomodacsisza (はなれられない友だちさ; Hepburn: Hanare rarenai tomodachisa) | Isikava Szuszumu Fudzsita Tosiko                    |
| Rózsa hercegnő dala | Kútvölgyi Erzsébet                                         | Siavasze va doko ni (幸せはどこに; Hepburn: Shiawase wa doko ni)                          | Szakakibara Rumi                                    |
| Egerek dala         | Balázs Péter Szakácsi Sándor Szombathy Gyula Verebély Iván | Nezumitacsi no kósin (ネズミたちの行進; Hepburn: Nezumitachi no kōshin)                   | Mizugaki Jóko Vocal Shop                            |
| Éljen a herceg      | Bergendy-együttes                                          | Karaba-szama banzai (カラバさま万歳; Hepburn: Karaba-sama banzai)                         | Vocal Shop Trio Poan                                |
| Zárótéma            | N/A                                                        | Nagagucu o haita neko (長靴をはいた猫; Hepburn: Nagagutsu o haita neko)                   | Isikava Szuszumu Mizugaki Jóko Vocal Shop Trio Poan |

## Megjelenések
A filmet Japánban 1969. március 18-án mutatták be a mozik. 9 évvel később, 1978. július 22-én újra bemutatták a Summer Toei Manga Macurin.
Az Egyesült Államokban az American International Pictures forgalmazásában széles körben bemutatták a televíziók. Az AIP által készített angol változat kétszer jelent meg VHS-en: először a Vestron Video által 1982-ben, majd a Media Home Entertainment forgalmazásában 1985-ben. DVD-n 2006-ban adta ki a Discotek Media eredeti japán nyelven, angol felirattal és az AIP által készített angol szinkronnal. Az Egyesült Államokban e kiadással a The Wonderful World of Puss ’n Boots címet kapta a film.
Magyarországon 1976. szeptember 23-án mutatták be a filmet a mozik, VHS-en a MOKÉP forgalmazásában jelent meg 1989-től 1992-ig. 2008. május 21-étől DVD-n a Black Mirror forgalmazza, rajta a japán és az eredeti, MOKÉP által készíttetett magyar szinkronnal és magyar felirattal. Televízióban először az MTV-1 vetítette 1978. március 27-én, majd a Sió TV és a Duna TV is műsorra tűzte.

## Manga
Mijazaki Hajao a film népszerűsítése céljából megalkotott egy 12 fejezetes mangasorozatot. A mangát színes nyomtatásban publikálta a vasárnapi Tókjó Sinbun 1969 januárja és márciusa között. 1984 februárjában zsebkönyv formájában is kiadta a Tokuma Shoten.

## Fogadtatása és hatása
A klasszikus Csizmás Kandúr az 58. helyet szerezte meg minden idők 150 legjobb animációs filmjét és sorozatát tartalmazó listáján, amelyet a 2003-as Tokiói Laputa Animációs Fesztiválra készítettek el egy nemzetközi szintű felmérés során, 140 animációs művész és kritikus megkérdezésével.
A film szerepet játszott a Toei Animation kabalájának és logójának kialakulásában és megalapozta a rajta dolgozó animátorok, mint Ócuka Jaszuo, Okujama Reiko, Kikucsi Szadao, Kotabe Jóicsi, Óta Akemi, Mijazaki Hajao és Daikuhara Akira hírnevét, akiknek munkáját Mori Jaszudzsi animációs rendező felügyelte. A film nyomán alakult ki az animációgyártás munkamegosztásának japán modellje, ahol az animátorokat egy-egy jelenet elkészítésével bízzák meg és nem szereplőnként osztják ki a feladatot. A jelenetek elkészítésénél az animátorok aránylag korlátlan szabadságot kapnak, így saját stílusuk is megjelenhet benne. Az egyik leghíresebb jelenet a Lucifer kastélyának bástyafokain történő üldözés volt, amelyet alternáló vágásokkal készített el Ócuka és Mijazaki. Hasonló jelenetsorok Mijazaki későbbi filmjeiben, mint a III. Lupin: Cagliostro kastélya vagy a Macskák királysága is megjelennek, amelyeknél modellként használták ezt a jelenetet.

## Folytatások
A klasszikus Csizmás Kandúrhoz két folytatásfilm készült, a Csizmás Kandúr nyugatra megy 1972-ben és a Csizmás Kandúr a világ körül 1976-ban.